# Prigglitz
Prigglitz ist eine Gemeinde mit 435 Einwohnern (Stand 1. Jänner 2025) im Bezirk Neunkirchen in Niederösterreich.

## Geografie
Prigglitz gehört zum Industrieviertel im Südosten Niederösterreichs. Es liegt auf 635 m Seehöhe nördlich von Gloggnitz über dem Schwarzatal. Die Fläche der Gemeinde umfasst 17,97 Quadratkilometer. Davon sind 26 Prozent landwirtschaftliche Nutzfläche, 70 Prozent sind bewaldet.

### Gemeindegliederung
Das Gemeindegebiet umfasst folgende drei Ortschaften (in Klammern Einwohnerzahl Stand 1. Jänner 2025):
- Gasteil (68)
- Prigglitz (265)
- Stuppachgraben (102)

Die Gemeinde besteht aus der einzigen Katastralgemeinde Prigglitz.

### Nachbargemeinden
|           | Bürg-Vöstenhof                              |                  |
| Payerbach | Kompassrose, die auf Nachbargemeinden zeigt | Ternitz Buchbach |
|           | Gloggnitz                                   |                  |

## Geschichte

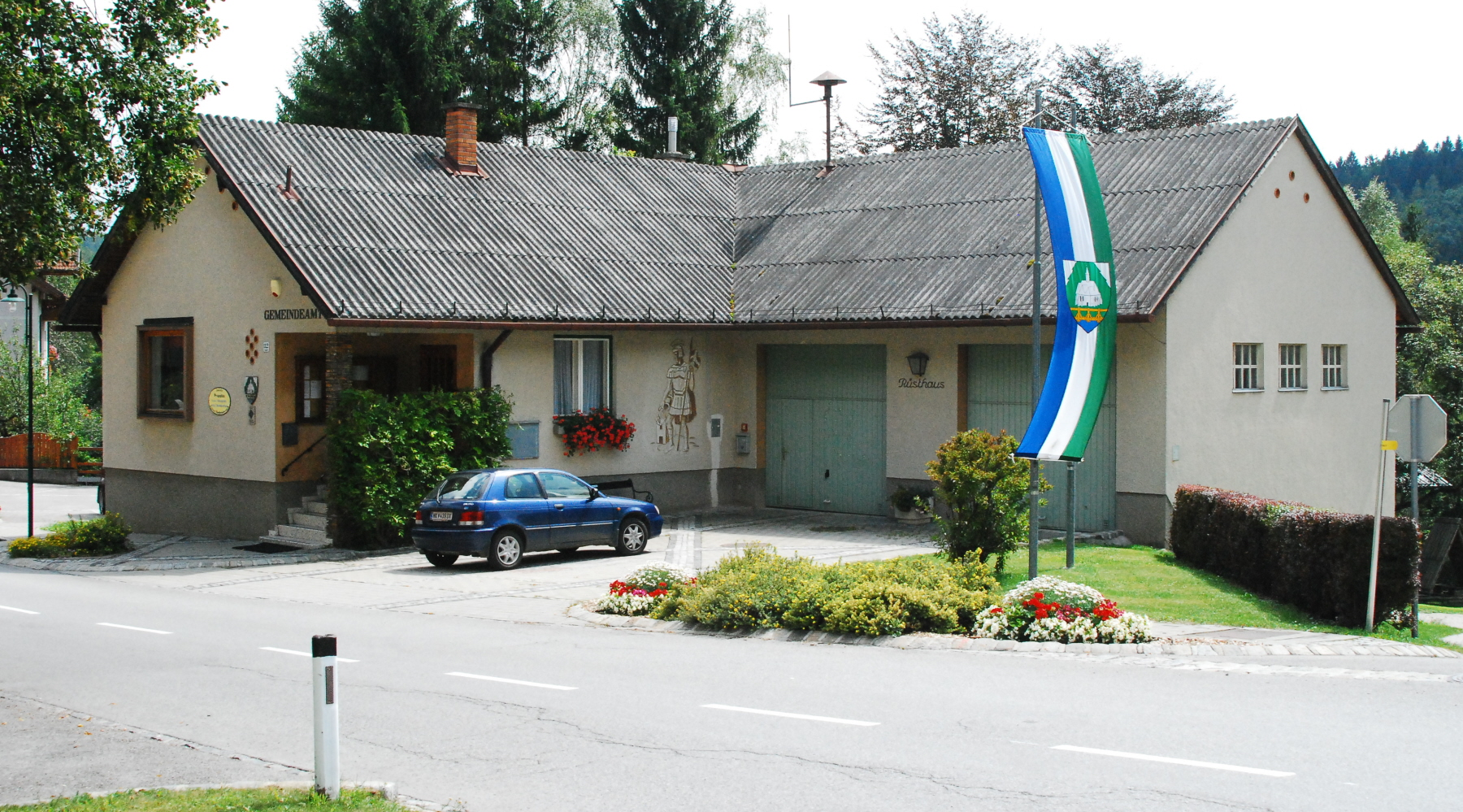
Ehemaliges Gemeindeamt und Feuerwehrhaus

Ausgrabungen zeigen, dass hier bereits vom 11. bis zum 9. Jahrhundert vor Christus Kupfer abgebaut wurde.
Der Name Prigglitz wurde 1264 zum ersten Mal urkundlich erwähnt und wird mit der Bedeutung kleine Brücke gleichgesetzt. Das -itz deutet auf einen slawischen Einfluss hin.

### Bevölkerungsentwicklung
| Prigglitz: Einwohnerzahlen von 1869 bis 2025        | Prigglitz: Einwohnerzahlen von 1869 bis 2025 | Prigglitz: Einwohnerzahlen von 1869 bis 2025 | Prigglitz: Einwohnerzahlen von 1869 bis 2025 | Prigglitz: Einwohnerzahlen von 1869 bis 2025 |
| --------------------------------------------------- | -------------------------------------------- | -------------------------------------------- | -------------------------------------------- | -------------------------------------------- |
| Jahr                                                |                                              |                                              |                                              | Einwohner                                    |
| 1869                                                | 1869                                         |                                              | 661                                          | 661                                          |
| 1880                                                | 1880                                         |                                              | 639                                          | 639                                          |
| 1890                                                | 1890                                         |                                              | 619                                          | 619                                          |
| 1900                                                | 1900                                         |                                              | 649                                          | 649                                          |
| 1910                                                | 1910                                         |                                              | 674                                          | 674                                          |
| 1923                                                | 1923                                         |                                              | 659                                          | 659                                          |
| 1934                                                | 1934                                         |                                              | 656                                          | 656                                          |
| 1939                                                | 1939                                         |                                              | 629                                          | 629                                          |
| 1951                                                | 1951                                         |                                              | 552                                          | 552                                          |
| 1961                                                | 1961                                         |                                              | 515                                          | 515                                          |
| 1971                                                | 1971                                         |                                              | 506                                          | 506                                          |
| 1981                                                | 1981                                         |                                              | 531                                          | 531                                          |
| 1991                                                | 1991                                         |                                              | 535                                          | 535                                          |
| 2001                                                | 2001                                         |                                              | 514                                          | 514                                          |
| 2011                                                | 2011                                         |                                              | 478                                          | 478                                          |
| 2021                                                | 2021                                         |                                              | 431                                          | 431                                          |
| 2025                                                | 2025                                         |                                              | 435                                          | 435                                          |
| Quelle(n): Statistik Austria, Gebietsstand 1.1.2021 |                                              |                                              |                                              |                                              |

### Religion
Nach den Daten der Volkszählung 2001 waren 86,0 % der Einwohner römisch-katholisch, 3,7 % evangelisch, 1,8 % Muslime, 2,5 % gehörten orthodoxen Kirchen an, 5,4 % der Bevölkerung hatten kein religiöses Bekenntnis.

## Kultur und Sehenswürdigkeiten
- Katholische Filialkirche Prigglitz hl. Nikolaus
- Schloss St. Christof im gleichnamigen Ortsteil
- Gut Gasteil, erbaut in den 1920er Jahren nach Plänen des Architekten Hubert Gessner, renoviert und adaptiert vom Künstlerehepaar Johannes und Charlotte Seidl[5] mit Kunst in der Landschaft[6]

Prigglitz nördlich von Gloggnitz, um 1873 (Aufnahmeblatt der 3. Landesaufnahme)

## Wirtschaft und Infrastruktur

### Wirtschaftssektoren
Von den 41 landwirtschaftlichen Betrieben des Jahres 2010 wurden 15 im Haupt-, 24 im Nebenerwerb und je 1 von einer Personengemeinschaft und einer juristischen Person geführt. Im Produktionssektor arbeiteten 35 Erwerbstätige im Bereich Herstellung von Waren und 1 in der Bauwirtschaft. Die wichtigsten Arbeitgeber des Dienstleistungssektors waren die Bereiche soziale und öffentliche Dienste (21), Beherbergung und Gastronomie (16), Grundstücks- und Wohnungswesen (11) und freiberufliche Dienstleistungen (9 Mitarbeiter).
| Wirtschaftssektor            | Anzahl Betriebe | Anzahl Betriebe | Erwerbstätige | Erwerbstätige |
| Wirtschaftssektor            | 2011            | 2001            | 2011          | 2001          |
| ---------------------------- | --------------- | --------------- | ------------- | ------------- |
| Land- und Forstwirtschaft 1) | 41              | 42              | 30            | 29            |
| Produktion                   | 3               | 3               | 35            | 38            |
| Dienstleistung               | 28              | 15              | 59            | 1349          |

1) Betriebe mit Fläche in den Jahren 2010 und 1999

### Arbeitsmarkt, Pendeln
Im Jahr 2011 lebten 229 Erwerbstätige in Prigglitz. Davon arbeiteten 67 in der Gemeinde, rund siebzig Prozent pendelten aus.

### Öffentliche Einrichtungen
In Prigglitz befindet sich eine Volksschule.

## Politik

### Gemeinderat
| Der Gemeinderat hat seit 2015 nur noch 13 Mitglieder. - Mit den Gemeinderatswahlen in Niederösterreich 1990 hatte der Gemeinderat mit 15 Mitgliedern folgende Verteilung: 11 ÖVP, und 4 SPÖ. - Mit den Gemeinderatswahlen in Niederösterreich 1995 hatte der Gemeinderat mit 15 Mitgliedern folgende Verteilung: 10 ÖVP, und 5 SPÖ. - Mit den Gemeinderatswahlen in Niederösterreich 2000 hatte der Gemeinderat mit 15 Mitgliedern folgende Verteilung: 11 ÖVP, und 4 SPÖ. - Mit den Gemeinderatswahlen in Niederösterreich 2005 hatte der Gemeinderat mit 15 Mitgliedern folgende Verteilung: 10 ÖVP, und 5 SPÖ. - Mit den Gemeinderatswahlen in Niederösterreich 2010 hatte der Gemeinderat mit 15 Mitgliedern folgende Verteilung: 10 ÖVP, und 5 SPÖ. - Mit den Gemeinderatswahlen in Niederösterreich 2015 hatte der Gemeinderat folgende Verteilung: 8 ÖVP, 3 SPÖ, und 2 FPÖ. - Mit den Gemeinderatswahlen in Niederösterreich 2020 hatte der Gemeinderat folgende Verteilung: 8 ÖVP, 4 Unabhängige Bürgerliste Prigglitz und 1 FPÖ. - Mit den Gemeinderatswahlen in Niederösterreich 2025 hat der Gemeinderat folgende Verteilung: 8 ÖVP, 3 Unabhängige Bürgerliste Prigglitz und 2 FPÖ. | Die zur Anzeige dieser Grafik verwendete Erweiterung wurde dauerhaft deaktiviert. Wir arbeiten aktuell daran, diese und weitere betroffene Grafiken auf ein neues Format umzustellen. (Mehr dazu) |

### Bürgermeister
- bis 2007 Franz Hartmann (ÖVP)
- 2007 bis 2023 Franz Teix (ÖVP)[19]
- seit 1. Jänner 2024 Karl Stranz (ÖVP)[20]